# Antônio Prado
Antônio Prado is een gemeente in de Braziliaanse deelstaat Rio Grande do Sul. De gemeente telt 14.274 inwoners (schatting 2009).

## Aangrenzende gemeenten
De gemeente grenst aan Campestre da Serra, Flores da Cunha, Ipê, Nova Pádua, Nova Roma do Sul, Protásio Alves, São Marcos, Veranópolis en Vila Flores.